# Hanuman (báseň)
Hanuman je satirické básnické dílo, označované i jako pohádka veršem napsané Svatoplukem Čechem a poprvé vydané v roce 1884 (v edici Poetické besedy). V roce 1899 vyšlo v souboru se čtyřmi dalšími satirickými pohádkami veršem od Svatopluka Čecha nazvaném Báchorky veršem. Pojednává o snaze změnit společnost prostřednictvím hindských motivů.